# Glyphoglossus molossus
Glyphoglossus molossus é uma espécie de anfíbio da família Microhylidae. É a única espécie do género Glyphoglossus.
Pode ser encontrada nos seguintes países: Camboja, Laos, Myanmar, Tailândia e Vietname.
Os seus habitats naturais são: florestas secas tropicais ou subtropicais, florestas subtropicais ou tropicais húmidas de baixa altitude, savanas húmidas, marismas intermitentes de água doce, jardins rurais e florestas secundárias altamente degradadas.
Muito apreciada na culinária da Tailândia está ameaçada por perda de habitat.